# Калинопіль
Калинопіль (до 1795 року — Калниболото або Кальниболото, в 1795–2024 — Катеринопіль) — селище в Україні, у Звенигородському районі Черкаської області. Було районним центром колишнього Катеринопільського району, центр селищної громади. Розташоване в долині річки Гнилий Тікич за 124 км від обласного центру — міста Черкаси, в історичній області Брацлавщина. Через Калинопіль проходить залізниця. Населення — 6 092 особи.

## Історія
На території селища виявлено залишки поселень трипільської культури 2—4 ст. до н. е. Калниболото засноване у 1545 році. На той час селище входило до складу Брацлавського воєводства й одержало від польського короля Сигізмунда II Августа привілей, згідно з яким жителям поселення дозволялося займатися ремеслами, торгівлею, мати самоврядування. А нижче по річці Тікич ще один хутір став називатися Неберибіси, з переказів старожилів та козацьких літописів, заснований козаком-характерником, який сам собі надав таке прізвисько, від якого й пішла назва хутора. Втікачі від панською гніту збільшували чисельність поселень, попри загрозу піддатися нападу татар з Дикого поля, що вже починалося за річкою Велика Вись. Є думка, що надання привілею Магдебурзького права одночасно із замком Звенигорода пов'язані з особистістю козака Калниболотка, який був не лише відважним воїном, а й організатором та господарем, і, певно, політиком, щоб заслужити надання поселенню такого права і назви.

### 17 століття
У першій половині січня 1654 року для приведення до присяги володарю царю та великому князю Олексію Михайловичу брацлавського полку, серед інших ґородів і у ґороді Калниболота, був посланий князь Федір Барятинський.
У ґороді Калниболота присягу склали: 1 сотник, 317 козаків, 62 міщана.
Основним заняттям селян було землеробство, козаків - військова служба.
Після Андрусівського перемир'я 1667 року Калниболото знову відійшло під владу Польщі. Польська шляхта, проводила політику, спрямовану на колонізацію й покатоличення населення. Населення чинило опір цій політиці, всіма засобами боролося за збереження своєї рідної мови, культури, віри.

### 18 століття
Після організації 1734 року на берегах річки Підпільної Нової Січі, до неї потяглися калниболотські втікачі. Тут виник Калниболотський курінь.
Соціальне, національне і релігійне гноблення з боку польської шляхти викликало невдоволення жителів, підіймало їх на боротьбу проти своїх гнобителів. У гайдамацькому русі, що охопив Правобережжя, активну участь брали й калниболотські селяни. 1751 року гайдамаки взяли Калниболото й, поповнивши свій загін селянами і козаками, вчинили розправу над місцевими шляхтичами. В реєстрі претензій до гайдамаків, переданих Польськими комісарами російському урядові, зазначається, що в Калниболоті гайдамаками завдано шкоди на 10 612 злотих.
1768 року єзуїти, підтримані шляхтою, напали на Калниболото й вчинили розправу над селянами, схопили православного попа Василя Шумовецького, завезли його до 3венигородки і там закатували. Це викликало велике обурення жителів містечка, і коли спалахнула Коліївщина, у Калниболоті організувався загін повстанців під проводом Лопати. Поблизу Калниболота діяв у цей час і гайдамацький загін на чолі з козаком Калниболотського куреня Макаром. Під тиском регулярних військових частин загін відступив у запорізькі степи. Коли бугогардівський полковник зажадав, щоб Калниболотський курінь взяв участь у переслідуванні ватажка Макара, козаки відмовили це робити. Не припинили жителі Калниболота боротьби проти шляхти й єзуїтів і після жорстокої розправи над учасниками повстанського руху, підтримували зв'язок з калниболотськими козаками, які знаходилися в Новій Січі, та населенням Лівобережжя.
У 1775 році Калниболото переходить до володінь Ф. Солтика, який посилює визиск селян, збільшує побори з населення.
Щоб прихилити мешканців Калниболота на свій бік, польський король Станіслав Авґуст Понятовський 30 квітня 1792 року вдруге надав містечку привілей, згідно з яким воно одержало право вільної торгівлі, а також герб: зображення зубра на синьому полі.
Після Другого поділу Речі Посполитої 1793 року Калниболото у складі правобережних українських територій відійшло до Російської імперії та 1795 року перейменовано на Катеринопіль, на честь російської імператриці Катерини II.
1797 року тут налічувалося 458 дворів і проживало 2174 особи. Основним заняттям мешканців Катеринополя було землеробство, ремісництво, торгівля. Містечко мало винонурню, 3 кузні, 3 корчми, 10 торговельних лавок. Тут працювало 36 ремісників.
1798 року повітовий центр переводиться до 3венигородки, а Катеринопіль перетворюється на центр волості. Катеринопільські селяни потрапляють у залежність до О. Потоцької, яка визискувала їх не менше за своїх попередників. На Вільховецькому цукрозаводі, де закріпачені селяни відробляли оброк робочий день тривав по 14—16 годин при жорстокій паличній дисципліні.
Наприкінці століття налічувало 198 християн, а євреї платили 450 злотих(по злотому за душу)

### 19 століття
Після переходу містечка в 1853 році в розпорядження Київської палати державних маєтностей катеринопільські селяни стають державними. В містечку розміщувалася квартира помічника начальника Черкаського округу, до відання якого належали селяни, волосна управа, очолювана старшиною, що вирішував всі адміністративні справи.
Церковно-парафіяльне однокласне училище в Катеринополі відкрито 1843 року. Навчалося у ньому 100 хлопців і 30 дівчат. Далеко за межами містечка славилися катеринопільські рукодільниці, які 1857 року на виставці в Києві за високохудожні роботи були нагороджені грамотами і грошовими преміями.
У містечку 1859 року проживало 3477 осіб, у тому числі дворян — 309, однодвірців — 174, міщан — 107, військових — 178, державних селян — 1798. Головним заняттям населення було землеробство. Селяни сіяли пшеницю, жито, коноплі та інші культури. Агротехніка вирощування культур була надзвичайно відсталою. Земля не удобрювалася, оброблялася несвоєчасно. Врожаї збиралися низькі, особливо на піщаних землях. Великої шкоди сільському господарству завдавала сарана, що налітала з херсонських степів. У 1855, 1856, 1858 роках сарана повністю знищила посіви, а також трави, очерет, листя дерев. Поверхня землі лишилася чорною. Важко переносили це лихо селяни. Не маючи змоги прожити з свого господарства, вони йшли на заробітки в Подільську, Херсонську губернії або наймалися до заможніх селян, зазнаючи всюди нещадної експлуатації. Так, за повний день роботи на молотьбі селянин заробляв 20 копійок.
Велика роль у господарстві містечка належала чумацькому промислу. Багато катеринопільських селян з валками підвід вирушали на Дон та в Крим, звідки привозили сіль, рибу й продавали на ярмарку та в сусідніх селах. Чимало катеринопільців жили з чинбарства, кушнірства, кравецтва, ковальства, бондарства, столярства. Особливо на високому рівні стояло виробництво гончарних виробів домашнього й декоративного посуду.
У Катеринополі періодично відбувалися ярмарки. На них збиралося до десяти тисяч осіб. Тут продавалися сільськогосподарська продукція та вироби ремісників. Значне місце на цих ярмарках займав продаж великої рогатої худоби і коней, яких пригонили з херсонських степів.
Промисловість, що інтенсивно почала розвиватися в другій половині XIX століття, будівництво залізниць, все це вимагало палива. 1857 року поблизу Катеринополя знайдено поклади бурого вугілля. 1861 року тут Закладено шахту, на якій видобувалося для цукрових заводів 700—800 тисяч пудів вугілля на рік. Для вуглепромисловців шахта давала великий прибуток, який одержувався насамперед за рахунок найжорстокішої експлуатації робітників. Робочий день на шахті тривав 12-13 годин на добу, техніка безпеки була відсутня, внаслідок частих обвалів гинуло багато робітників.
Після реформи 1861 року селяни одержали 4966 десятин землі, у тому числі непридатної (яри, піски, болота, дороги й межі) — 399 десятин. Сума щорічних викупних платежів за наділену землю становила 4138 карбованців 25 копійок, які селяни мали вносити до 1913 року.
Розвиток ремесла й торгівлі, видобуток бурого вугілля сприяли зростанню населення Катеринополя. 1864 року тут мешкало 4487 осіб. Велике значення для економічного розвитку містечка мала залізниця, перша частина якої (Цвіткове — Шпола) була збудована в 1885 році, а друга (Шпола-Тальне) — 1889 року.
У 1895 році мешканці налічували 2888 православних, 19 католиків та 2016 євреїв.

### Початок 20 століття
Із 5194 десятин земельного фонду селянам належало 4977 десятин, церквам — 110, казні і залізниці 62 десятини. У середньому на двір припадало по 3 десятини.
Протягом 1909—1912 років побудовано млин на кутку Студінка. Рушійною силою в ньому був «дизель», що працював на нафті. Це був перший механічний млин у Катеринополі, який перемелював за добу 5—7 тонн зерна. 1913 року почала працювати олійниця з гідравлічним пресом.
У 1900 році в Катеринополі працювала лікарня з 1 лікарем і фельдшером; діяло 2 аптеки.
У 1869 році в Катеринополі відкрито однокласну парафіяльну школу, у якій навчалося 80 учнів у чоловічому відділенні і 22 — у жіночому. 1905/06 навчального року школа стає двокласною, де три вчителі вчили 95 хлопців і 35 дівчат. Наступного року при ній організовано бібліотеку, яка налічувала 752 книги та журнали. 1911 року почало працювати чотирикласне училище на 180 місць для навчання дітей з 20 населених пунктів.
У листопаді 1917 року в Катеринополі був сформований загін вільного козацтва.
У першій половині березня 1918 року Катеринопіль зайняли гетьманці.
У кінці листопада 1918 року Катеринопіль перейшов під контроль Української Народної Республіки.
5 березня 1919 року частини Червоної Армії захопили Катеринопіль.
Влітку 1919 року, коли Червона Армія змушена була відступити під натиском білогвардійських військ, відійшов з боями в напрямку до Києва. Наприкінці грудня 1919 року Червона Армія знову захопила Катеринопіль.

#### Перші роки Радянської окупації
На початку січня 1920 року на сільських зборах обрали новий склад волревкому і волпарткому. 25 лютого відбулися вибори до сільської Ради. Переважну більшість обранців становили селяни-бідняки. Влітку 1920 року створено сільський комітет незаможних селян, який об'єднав сільську бідноту і частину середняків.
З березня 1923 року Катеринопіль — районний центр Уманського округу.
Катеринопіль постраждав в роки колективізації. Під час голодних років 1932—1933 років померло від голоду та пропало безвісти більше трьохсот мешканців.

#### Друга світова війна
Напад нацистської Німеччини на Радянський Союз перервав мирне життя. Для боротьби з німецькими парашутистами й диверсантами в селі створено винищувальний батальйон. 29 липня 1941 року німецькі війська захопили Катеринопіль. Німецькі загарбники пограбували і знищили МТС, зруйнували виробничу базу колгоспів, спалили багато адміністративних і житлових будинків. 6 вересня було розстріляно 30 чоловік, у тому числі голову сільської Ради М. С. Пономаренка, голову колгоспу Морозюка.
8 березня 1944 року війська 2-го Українського фронту відвоювали Катеринопіль у німців, відновивши радянську окупацію.
930 жителів села боролися на фронтах Другої світової війни на боці сил СРСР, 497 з них не повернулися до рідних осель, 25З нагороджено орденами і медалями.
9 квітня 1944 року 525 дітей знову сіли за шкільні парти. Почала виходити газета «Колгоспник».

#### Післявоєнні роки
1947 року створено нову артіль «Побутремонт», до якої через рік приєднується артіль «Іскра». Вона виконувала замовлення трудящих району щодо ремонту одягу, взуття, годинників. При артілі працювало фотоательє.
1948 року при МТС стає до ладу електростанція, машинний парк поповнюється 26 новими машинами.
1950 року МТС обслуговувала 13 колгоспів району, обробляючи 21,5 тисяч га орної землі. В 15 тракторних бригадах працювало 98 трактористів.
У жовтні 1950 року загальні збори колгоспників артілей ім. Петровського, ім. Карла Маркса, ім. Сталіна ухвалили рішення об'єднатися в одну артіль «Дружба».
1959 року до колгоспу «Дружба» приєдналася Шостаківська артіль ім. Фрунзе.
В січні 1963 року відбулося об'єднання артілей ім. Леніна та «Дружба» в одну ім. Леніна.
1965 року Катеринопіль віднесено до категорії селищ міського типу, а з грудня 1966 року селище стає районним центром.
У 80-х роках колгоспи об'єднали в один. Сталися зміни в охороні здоров'я. Якщо в 1929 році працювали 15 медичних працівників, то в ці роки — їх більше сотні. Робітнича молодь навчалася в заочній школі та училищі.
У селищі працювали дві середніх школи, будинок піонерів, будинок юнацької творчості, музична школа. При «Сільгосптехніці» керуючим С. С. Пономаренком, організовано чоловічий хор (хормейстер A. M. Волинець, концертмейстер — B. C. Лихолат). За успішне виконання концертних програм хор нагороджено дипломом і ступеня Міністерства культури УРСР, а за рішенням республіканської профради, під час керівництва наступного очільника «Сільгосптехніки» Байдаченка Олександра Івановича, хору присвоєно звання народної самодіяльної чоловічої хорової капели. Звання заслуженого працівника культури удостоїлася директор районної бібліотеки Валентина Олександрівна Зозуля.
У 90-х роках присвоєно звання народної чоловічій капелі «Калниболотський курінь» (керівник Олександр Миколайович Луцишин). Повторне підтвердження цього звання капела удостоєна при керівництві Анатолія Михайловича Волинця. Постановою колегії управління культури Черкаської облдержадміністрації від 29.04.2003 року № 5/2, враховуючи високий рівень майстерності, присвоєно почесне звання «Народний аматорський ансамбль» вокальному жіночому ансамблю «Ностальгія» (керівник — Монахова Ніна Володимирівна) та ансамблю народної музики «Гойда» (керівник — Коваль В'ячеслав Іванович).
У кінці 90-х років окрасою селища стала новозведена Свято-Михайлівська церква.
3 квітня 2024 року Комітет Верховної Ради України з питань організації державної влади, місцевого самоврядування, регіонального розвитку та містобудування підтримав перейменування селища на Калинопіль. 19 вересня 2024 року Верховна Рада підтримала перейменування. 26 вересня 2024 року перейменування набуло чинності.

## Транспорт
Через Калинопіль проходить залізниця. На зупинці Катеринопіль зупиняється дизель-поїзд Черкаси-Христинівка-Умань. А ось на львівський поїзд можна сісти лише за 7 км, на станції Звенигородка.

## Пам'ятки
- Тікичський заказник — ентомологічний заказник місцевого значення.

## Персоналії
У селищі народилися:
- Гризло Семен Григорович — Військовий і громадський діяч часів УНР; організатор Вільного Козацтва, Генеральний осавул Вільного козацтва, повстанський отаман. Брав участь у повстанні на броненосці «Потьомкін». Військове звання — сотник Армії УНР, полковник Вільного козацтва.
- Захаров Павло Миколайович (1998—2022) — молодший сержант Збройних сил України, учасник російсько-української війни. Нагороджений орденом «За мужність» III ступеня (посмертно).
- Клочков Олег Миколайович (1975—2023) — солдат Збройних сил України. Учасник російсько-української війни.
- Косюк Юрій Анатолійович — український підприємець, власник та голова правління ПАТ «Миронівський хлібопродукт»[20] (МХП). Герой України (2008).
- Вольф Ладежінський (1899—1975) — видатний американський економіст-реформатор.
- Лисенко Олександр Євгенович — завідувач відділу історії України періоду Другої світової війни Інституту історії України НАН України.
- Мандрика Віталій Васильович (1974—2022) — сержант Збройних Сил України, учасник російсько-української війни.
- Олійников Василь Семенович — Герой СРСР.
- Пономаренко Анатолій Федорович — український художник. Заслужений художник України.
- Шуляченко Олексій Романович (1841—1903) — вчений-хімік.
- Ченчик Вадим Миколайович — бригадний генерал, заступник голови Державної прикордонної служби України.

Мешкали:
- Бобуров Руслан Юрійович — учасник АТО, солдат, кулеметник, боєць 24-го окремого штурмового батальйону «Айдар». Нагороджений орденом «За мужність» III ступеня (посмертно), нагрудним знаком «За оборону Луганського аеропорту» (посмертно).